# Eryosuchus
Eryosuchus és un gènere d'amfibi temnospòndil que va viure al Triàsic mitjà en el que actualment és el nord de Rússia.